# Camigliano
Camigliano est une commune italienne de la province de Caserte dans la région Campanie en Italie.

## Administration
| Période                                  | Période | Identité | Étiquette | Qualité |
| ---------------------------------------- | ------- | -------- | --------- | ------- |
|                                          |         |          |           |         |
| Les données manquantes sont à compléter. |         |          |           |         |

### Hameaux
Leporano

### Communes limitrophes
Bellona, Formicola, Giano Vetusto, Pastorano, Pontelatone,  Vitulazio

### Jumelage
- Beauzac,  France (jumelage effectué en 1999)[2]